# Victor Feldman
Victor Stanley Feldman (7. dubna 1934 Edgware, Middlesex, Anglie – 12. května 1987 Los Angeles, Kalifornie, USA) byl britský jazzový klavírista a bubeník. Spolupracoval například s Tomem Waitsem (Heartattack and Vine, Swordfishtrombones), Bobby McFerrinem (Bobby McFerrin), Frankem Zappou (Lumpy Gravy), Cannonball Adderleym (Cannonball Adderley and the Poll-Winners), Milesem Davisem (Seven Steps to Heaven) nebo Lalo Schifrinem.